# Загрійчук Тетяна Анатоліївна
Тетя́на Анатоліївна Загрійчук (до шлюбу Філонюк) (нар. 5 квітня 1984) — українська легкоатлетка. Спеціалізувалася в бігу на довгі дистанції; майстер спорту України міжнародного класу.

## З життєпису
Представляє команду Хмельницької області.
Переможниця Люблянського марафону 2007 року.
Учасниця Літніх олімпійських ігор-2008.
Учасниця Літньої Універсіади-2009. Переможниця Кубка України з легкої атлетики-2009. Станом на 2009 рік — лейтенант міліції.
Срібна медалістка Чемпіонату Європи з легкої атлетики-2010.
Здобула срібну нагороду Римського марафону-2015 з особистим рекордом 2 години 27 хвилин і 43 секунди.
Станом на 2018 рік — перший віце-президент Хмельницької обласної Федерації легкої атлетики.